# КФ КЕК
„КЕК-у“ (на албански: Klubi Futbollistik KEK-u) (Klubi futbollistik Korporata Energjetike e Kosovës) е косовски футболен клуб от град Обилич, частично призната държава Косово. Играе в Първа лига на Косово, най-силната дивизия на Косово. Hосител на купата на Косово за 2003 г.

## История
Клубът е основан през 1928 като „Обилич“ . По-късно носи имената, „РХМК Косово“ и „Електропривреда“. Играе домакинските си срещи на „Агрон Рама“, в Обилич с капацитет 10 000 зрители.

## Успехи
- Супер лига
  -  Бронзов медал (1): 2009/10

- Купа на Косово
  -  Носител (1): 2003
  -  Финалист (1): 2005

- Суперкупа на Косово
  -  Носител (1): 2003

- Първа лига (2 дивизия)
  -  Шампион (1): 2002/03 (Група А)